# Колгоспна (зупинний пункт, Херсонська дирекція Одеської залізниці)
Колго́спна — закритий пасажирський залізничний зупинний пункт Херсонської дирекції Одеської залізниці на лінії Снігурівка — Херсон.
Розташований між селами Суворе та Олександрівка Снігурівського району Миколаївської області між станціями Снігурівка (24 км) та Херсон (24 км).
Станом на початок травня 2017 р. на платформі не зупиняються приміські поїзди.